# Gard bohowy
Gard Bohowy – według Słownika geograficznego Królestwa Polskiego jeszcze w końcu XVIII wieku nazywano tak obszary południowo-wschodnich rubieży I Rzeczypospolitej na lewym brzegu Bohu, pomiędzy wioską Konstantynówka i m. Wozneseńskiem i pomiędzy rzeczkami Suchym Taszłykiem, Harbuźnią i Martwą Wodą, wpadającymi do Bohu. Było to główne stanowisko kozaków zaporoskich dla połowu ryby w rzece Bohu, którą „zagardywano”, czyli przegradzano płotami lub grobelkami z faszyn i chrustu.
Po traktacie grzymułtowskim Gard był też świetnym miejscem wypadów łupieskich na tereny Rzeczypospolitej.